# Obersalzberg
Obersalzberg er en bjergskråning nær Berchtesgaden i Bayern i Tyskland. Området er mest kendt for Adolf Hitlers meget yndede tilholdssted, Berghof.
Det begyndte i det 19. århundrede som et feriested for almindelige mennesker. Området er utroligt betagende. I 1923 var Hitler for første gang på ferie i Obersalzberg, og han blev så glad for stedet, at han i 1928 lejede Haus Wachenfeld og i 1933 købte ejendommen og begyndte at bygge det om til det, vi kender som Berghof. Andre nazi-ledere som Hermann Göring og Martin Bormann købte ejendomme i området, og i løbet af 1935-36 blev alle de oprindelige beboere enten købt eller smidt ud af Obersalzberg, og området blev spærret af i en  Førerspærrezone, Führersperrgebiet. Området blev udbygget med kaserner, hoteller og underjordiske bunkersystemer. Hitler og Eva Braun brugte megen tid i Berghof på Obersalzberg i 1930'erne. Hans sidste kendte besøg var i juli 1944.
RAF bombede området den 25. april 1945, og det meste blev lagt i ruiner. Siden har de tyske myndigheder fjernet de fleste nazistiske levn, og i dag er stedet atter et turiststed med bl.a. et 5-stjernet hotel bygget på den høj, hvor Göring havde sit hus.